# Letheobia manni
Letheobia manni är en ormart som beskrevs av Loveridge 1941. Letheobia manni ingår i släktet Letheobia och familjen maskormar. Inga underarter finns listade i Catalogue of Life.
Från denna orm var fram till 2012 endast två exemplar kända som hittades i södra Guinea och i Liberia nära havet. Fyndet från Guinea är från 500 meter över havet. Letheobia manni gräver i lövskiktet och i det översta jordlagret. Honor lägger antagligen ägg.
Inget är känt om populationens storlek och möjliga hot. IUCN kategoriserar arten globalt med kunskapsbrist.